# Liste der Anixe-Sendungen
Die Liste der Anixe-Sendungen enthält alle Sendungen des Familiensenders Anixe.

## Programm

### Aktuelle Sendungen (Stand Oktober 2019)
- Adventure Globetrotter
- Antworten mit Bayless Conley
- Anger Management
- ANIXE auf Reisen
- Arche TV Fernsehkanzel
- Auf der Flucht
- Autos mit Stil
- Club 700 international
- Der Große Ritt: Auf den Spuren des Peacemakers
- Der Große Ritt: Das Rennen durch die Steppe
- Die falsche Prinzessin
- Die Robinsons - Aufbruch ins Ungewisse
- Ein Bayer auf Rügen
- Gott erleben
- Gott sei Dank
- Hafenpolizei
- Hamburg Transit
- Hautnah - Gott mitten im Leben
- Hope – Schutzengel der Wildtiere, Dokumentation
- Hour of Power
- Hyperraum
- ICF Television - mit Leo Bigger
- Abenteuer Südsee
- Kraftvoll Leben
- Missionswerk Karlsruhe
- Polizeifunk ruft
- Prinzessin Fantaghirò
- Der Ring des Drachen
- Victory - Worte des Glaubens
- Volkhard Spitzer, Berlin
- Wilde Waisen

### Ehemalige Sendungen
- Akte Zack
- Alfred J. Kwak
- Anne mit den roten Haaren
- Air America
- Becker
- Betty Boop
- Boomer, der Streuner
- Bravestarr
- Buddy Faro
- Clan der Vampire
- Columbus
- Der Club der nicht ganz Dichten
- Das Dschungelbuch – Der Film
- Das Dschungelbuch – Die Serie
- Der Denver-Clan
- Der kleine Bibelfuchs
- Dick Tracy
- Die Knickerbockerbande
- Die Enterprise
- Die Geparden von Kapstadt (The Cheetah Diaries - ZA, 2008) Tierdoku 13 Folgen
- Die Straßen von San Francisco
- Der kleine Bär
- Der Marshal
- Die Welt und Andy Richter
- Doug
- Echt lecker!
- Family Law
- Fantasy Island
- Farscape
- Fed Cup
- Frasier
- Future Man
- Fußball-Bundesliga
- George und Leo
- Geschichten aus der Gruft
- Ghostbusters
- Happy Days
- Hawaii Fünf-Null
- He-Man and the Masters of the Universe
- High Chaparral
- HD TV News Presseschau
- Shooting Stars
- Kreativ sein ist alles
- Largo Winch
- Lassie
- Love Boat
- Marco
- Mike Hammer
- Monsterparty auf Schloß Blutenburg
- Mummy Nanny
- Niklaas, ein Junge aus Flandern
- Norman Normal
- Olympische Spiele 2008 in Peking
- Planet der Affen
- Peterchens Mondfahrt
- Police Academy
- Robin Hood
- Roswell
- Rupert, der Bär
- Secret Agent Man
- She-Ra
- Sindbad
- sonnenklar.TV
- Storm Hawks
- Tao Tao
- Vegas
- Was ist los mit Alex Mack?
- Wildes Land
- Z wie Zorro